# Вольфганг Кналлер
Вольфганг Кналлер (нім. Wolfgang Knaller, нар. 9 жовтня 1961, Фельдкірхен) — австрійський футболіст, воротар.
Насамперед відомий виступами за клуби «Адміра-Ваккер» та «Аустрія» (Відень), а також національну збірну Австрії.

## Клубна кар'єра
У дорослому футболі дебютував 1990 року виступами за команду клубу «Адміра-Ваккер», в якій провів сім сезонів, взявши участь у 207 матчах чемпіонату. Більшість часу, проведеного у складі «Адміри-Ваккер», був основним голкіпером команди.
Своєю грою за цю команду привернув увагу представників тренерського штабу клубу «Аустрія» (Відень), до складу якого приєднався 1997 року. Відіграв за віденську команду наступні п'ять сезонів своєї ігрової кар'єри. Граючи у складі віденської «Аустрії» також здебільшого виходив на поле в основному складі команди.
У 2002 році повернувся до клубу «Адміра-Ваккер». Цього разу провів у складі його команди два сезони. Тренерським штабом клубу знову розглядався як гравець «основи».
Завершив професійну ігрову кар'єру у клубі ЛАСК (Лінц), за команду якого виступав протягом 2004—2006 років.

## Виступи за збірну
У 1991 році дебютував в офіційних матчах у складі національної збірної Австрії. Протягом кар'єри у національній команді, яка тривала 6 років, провів у формі головної команди країни лише 4 матчі.
У складі збірної був учасником чемпіонату світу 1998 року у Франції.